# Liste der Lokomotiven und Triebwagen der BBÖ

## Dampflokomotiven

### Schnell- und Personenzuglokomotiven
| - 1 - 2 - 103 - 403 - 503 - 603 - 4 - 5 - 105 - 6 - 106 - 206 - 306 | - 7 - 207 - 108 - 308 - 308.5 - 9 - 9.4 - 109 - 209 - 409 - 10 - 110 - 110.5 - 310 | - 12 - 112 - 113 - 14 - 114 - 214 - 15 - 116 - 116.1 - 118 - 19 - 21 - 121 | - 122 - 23 - 227 - 29 - 229 - 329 - 429 - 429.9 - 629 - 729 - 929 - 30 - 130 |

### Güterzuglokomotiven
| - 31 - 231 - 32 - 34 - 35 - 135 - 46 - 47 - 48 - 49 - 149 - 51 - 52.0 - 52.5 - 54 - 56 | - 58 - 59 - 60 - 260 - 360.0 - 360.1 - 360.5 - 460 - 660 - 61 - 62 - 162 - 63 - 166 - 69 - 269 | - 70 - 170 - 270 - 470 - 570 - 670 - 371 - 471 - 571 - 73 - 174 - 76 - 377 - 178 - 178.9 - 378 | - 478 - 578 - 79 - 279 - 379 - 80 - 180 - 280 - 380 - 480 - 580 - 680 - 81 - 181 - 82 - 100 |

### Leichte Lokomotiven
| - 83 - 184 - 85 - 385 - 88 - 89 | - 189 - 289 - 91 - 92 - 393 - 94 | - 394 - 494 - 594 - 195 - 96 - 196 | - 296 - 97 - 99 - 199 - 399 |

### Schmalspurlokomotiven
| - Bh - Kh - Mh | - Mv - P - T | - U - Uh - Uv | - Yv - Z (Pinzgauer Lokalbahn) - Z (Schafbergbahn) - Zz (Schneebergbahn) |

### Dampftriebwagen
| - 1.1 - 1/s.0 (Spurweite 760 mm) | - DT 1 | - DT 2 | - DT 41 (Spurweite 760 mm) |

### Schlepptender
| - 9 - 12 - 17 - 20 - 36 - 37 - 47 | - 49 - 54 - 56 - 156 - 256 - 356 - 456 | - 66 - 71 - 73 - 173 - 74 - 76 - 84 | - 76 - 84 - 85 - 86 - 87 - 88 |

## Elektrolokomotiven
| - 1005 - 1029 - 1060 - 1070 - 1070.1 - 1170 | - 1170.1 - 1170.2 - 1470 - 1570 - 1670 - 1670.1 | - 1478 - 1479 - 1080 - 1080.1 - 1180 - 1280 | - 1082 - 1085 - 1100 - 1100.1 - E (Mariazellerbahn) - MStE E 1–2 (Mixnitz-St. Erhard) |

## Elektrotriebwagen
| - 20.0 - ET 24 | - ET 10 - ET 30 | - ET 11 - ET 21 | - Tw 20–29 (Schmalspur 1000 mm, Lokalbahn Mödling–Hinterbrühl) |

## Diesellokomotiven
| - 2000 - 2020 | - 2021/s - 2040/s | - 2041/s | - 2070/s |

## Verbrennungsmotor-Triebwagen
| - VT 10 - VT 11 - VT 12 - VT 20 - VT 21 | - VT 22 - VT 23 - VT 30 - VT 31 - VT 40 | - VT 41 - VT 42 - VT 43 - VT 44 - VT 50 | - VT 60 - VT 160 - VT 61 - VT 62 - VT 63 - VT 70 |